# Teudeone
Teudeone o Teodoino (nella prima metà dell'VIII secolo – dopo il 753) fu conte di Vienne.

## Biografia
Di Teudeone, di cui non si conoscono gli ascendenti, era contemporaneo del re dei Franchi, Pipino il Breve.
Teudeone viene citato nelle cronache dell'epoca, in quanto prese parte alla lotta che opponeva il re dei Franchi, Pipino detto il Breve ed il suo fratellastro, Grifone:
Quando Pipino, nel novembre del 751, fu eletto re dei Franchi, Grifone si ribellò al fratellastro e decise di recarsi in Vasconia presso il duca di Aquitania, Waifer.
Allora Pipino mandò i suoi legati a Waifer affinché gli fosse restituito il fratello.
Grifone, considerando che il fratello poteva condizionare Waifer, pensò allora, secondo gli Annales Mettenses priores, di raggiungere l'Italia per rifugiarsi dal re dei Longobardi, Astolfo. Ed assieme a Teodovino e ad altri suoi seguaci, per raggiungere l'Italia, passarono dalle Alpi, e arrivarono, nel 753, nella zona di Maurienne, dove furono intercettati dai partigiani di Pipino.
Secondo il continuatore del cronista Fredegario, tra costoro vi erano appunto Teudeone, conte di Vienne, ed il conte transgiuriano, Federico; nel combattimento, che ne seguì, sulle sponde del fiume Arbore (l'attuale Arvan), trovarono la morte sia Grifone che Teodivino ad opera di Teudeone e di Federico. Secondo gli Annales Laurissenses Minores, il conte Teodoino (Teudeone) in val Moriana catturò Grifone e nello stesso combattimento, Teodovino fu ucciso.
In quel periodo, Pipino aveva sconfitto i Sassoni e mentre rientrava e si trovava a Bonna (l'attuale Bonn) Pipino venne raggiunto da messaggeri dalla Burgundia che gli dissero che suo fratellastro Grifone era stato ucciso presso Maurienne.
Di Teudeone non si hanno più notizie e non si conosce la data della morte.

## Discendenza
Di Teudeone non si hanno notizie né su una eventuale moglie, né su discendenti.

### Fonti primarie
- (LA)  Fredegario, FREDEGARII SCHOLASTICI CHRONICUM CUM SUIS CONTINUATORIBUS, SIVE APPENDIX AD SANCTI GREGORII EPISCOPI TURONENSIS HISTORIAM FRANCORUM[collegamento interrotto].
- (LA)  Annales Mettenses Priores.
- (LA)  Monumenta Germaniae Historica, tomus I.
- (LA)  Rerum Gallicarum et Francicarum Scriptores, tomus tertius.
- (LA)  ANNALES REGNI FRANCORUM[collegamento interrotto].

### Letteratura storiografica
- G.L. Burr, La rivoluzione carolingia e l'intervento franco in italia, in Storia del mondo medievale, volume II, Cambridge, Cambridge University Press, 1999,  pp. 336-357.